# تاوونغا شيمودزي
تاوونغا شيمودزي (بالإنجليزية: Tawonga Chimodzi)‏ (26 أغسطس 1988 بليلونغوي في مالاوي - ) هو لاعب كرة قدم ملاوي في مركز الوسط. شارك مع منتخب مالاوي لكرة القدم. أما مع النوادي، فقد لعب مع نادي بلاتانياس وسانتوس وIraklis Psachna F.C. ‏ ونادي سيلفر سترايكرز.

## وصلات خارجية
- تاوونغا شيمودزي على موقع قاعدة بيانات كرة القدم.إي يو (الإنجليزية)
- تاوونغا شيمودزي على موقع ناشيونال فوتبول تيمز (الإنجليزية)
- تاوونغا شيمودزي على موقع Soccerway.com (الإنجليزية)